# 卡斯蒂翁斯-迪斯特拉达
卡斯蒂翁斯-迪斯特拉达（義大利語：Castions di Strada）是意大利乌迪内省的一个市镇。总面积32平方公里，人口3874人，人口密度121.1人/平方公里（2009年）。ISTAT代码为030020。